# 1-й егерский полк
1-й е́герский полк — пехотная (егерская) воинская часть Русской императорской армии. 

## История
29 ноября 1796 года сформирован из 4-го батальона Финляндского егерского корпуса как 2-й егерский батальон, и на его базе как егерский полк сформирован 17 мая 1797 года с № 2, и переименован в 1-й егерский 31 марта 1801 года.
В кампании 1812 года оба действующих батальона состояли в 3-й бригаде 11-й дивизии 4-го корпуса Шувалова и принимали участие во всех делах 1-й Западной армии; гренадерская рота 2-го батальона была выделена в состав сводно-гренадерской бригады того же корпуса. Запасной батальон полка находился в 1-м пехотном корпусе Витгенштейна.
За отличия во время Отечественной войны 1812 года и Заграничных походов 1813 и 1814 годов поименован 1-м гренадерским егерским; 30 августа 1815 года поименован 1-м карабинерным. По упразднении егерских полков в 1833 году был слит с частью бывшего 3-го егерского полка и наименован Карабинерным генерал-фельдмаршала князя Барклая-де-Толли полком.
19 марта 1857 году наименован Несвижским гренадерским полком.

## Знаки отличия полка
1-й егерский полк имел следующий знак отличия: две Георгиевские трубы с надписью «За отличия в течение кампании 1807 г. против французов», пожалованные 1 апреля 1808 года.

## Шефы полка
- 17.01.1799 — 10.08.1800 — генерал-майор Михельсон, Михаил Николаевич
- 10.08.1800 — 04.09.1800 — полковник Штедер, Иван Иванович
- 04.09.1800 — 11.11.1802 — генерал-майор Михельсон, Михаил Николаевич
- 12.11.1802 — 31.12.1806 — полковник Давыдовский, Яков Яковлевич
- 15.01.1807 — 14.09.1810 — полковник (с 28.03.1809 генерал-майор) барон Розен, Григорий Владимирович
- 19.10.1810 — 22.07.1811 — полковник Карпенко, Моисей Иванович
- 22.07.1811 — 01.09.1814 — генерал-лейтенант принц Гольштейн-Ольденбургский, Август Павел Фридрих

## Командиры полка
- 17.05.1797 — 17.01.1799 — подполковник (с 08.10.1797 полковник, с 05.10.1798 генерал-майор) Михельсон, Михаил Николаевич
- 24.02.1799 — 21.05.1803 — майор (с 16.07.1800 подполковник) Бистром, Карл Иванович
- 15.06.1803 — 15.01.1804 — полковник Миллер
- 08.04.1804 — 24.08.1806 — полковник Козлов, Павел
- 14.04.1809 — 16.08.1811 — полковник Чебышев, Павел Сергеевич
- 16.08.1811 — 29.08.1814 — полковник (с 21.11.1812 генерал-майор) Карпенко, Моисей Иванович
- 29.08.1814 — хх.хх.1814 — полковник Самарин, Егор Фёдорович
- хх.хх.1814 — 31.12.1815 — полковник Бек, Александр Иванович
- 31.12.1815 — 03.04.1818 — полковник Ралль, Фёдор Фёдорович
- 03.04.1818 — 19.03.1820 — полковник Стюрлер, Николай Львович
- 19.03.1820 — 20.05.1826 — полковник Леонтьев, Николай Алексеевич
- 02.06.1826 — 11.12.1831 — подполковник (с 14.09.1827 полковник) Томиловский, Василий Матвеевич
- 11.12.1831 — 28.01.1832 — полковник Чеботарёв, Михаил Васильевич
- 28.01.1832 — 14.02.1833[1] — полковник Самарин, Василий Максимович

## Известные люди, служившие в полку
- Петров, Михаил Матвеевич — герой Отечественной войны 1812 года
- Черепов, Антон Андреевич — генерал-майор, участник Отечественной войны 1812 г.